# Gonnesa
Gonnesa (sardisk: Gonnèsa) er en by og en kommune (comune) i provinsen Sud Sardegna i regionen Sardinien i Italien. Byen ligger i 40 meters højde og har 5.033 indbyggere (2016). Kommunen har et areal på 48,06 km² og grænser til kommunerne Carbonia, Iglesias og Portoscuso.